# Sicyopus discordipinnis
Sicyopus discordipinnis е вид бодлоперка от семейство Попчеви (Gobiidae).

## Разпространение
Видът е разпространен в Австралия (Куинсланд), Индонезия, Папуа Нова Гвинея и Соломонови острови.

## Описание
На дължина достигат до 3,4 cm.